# Гальченко, Георгий Лукич

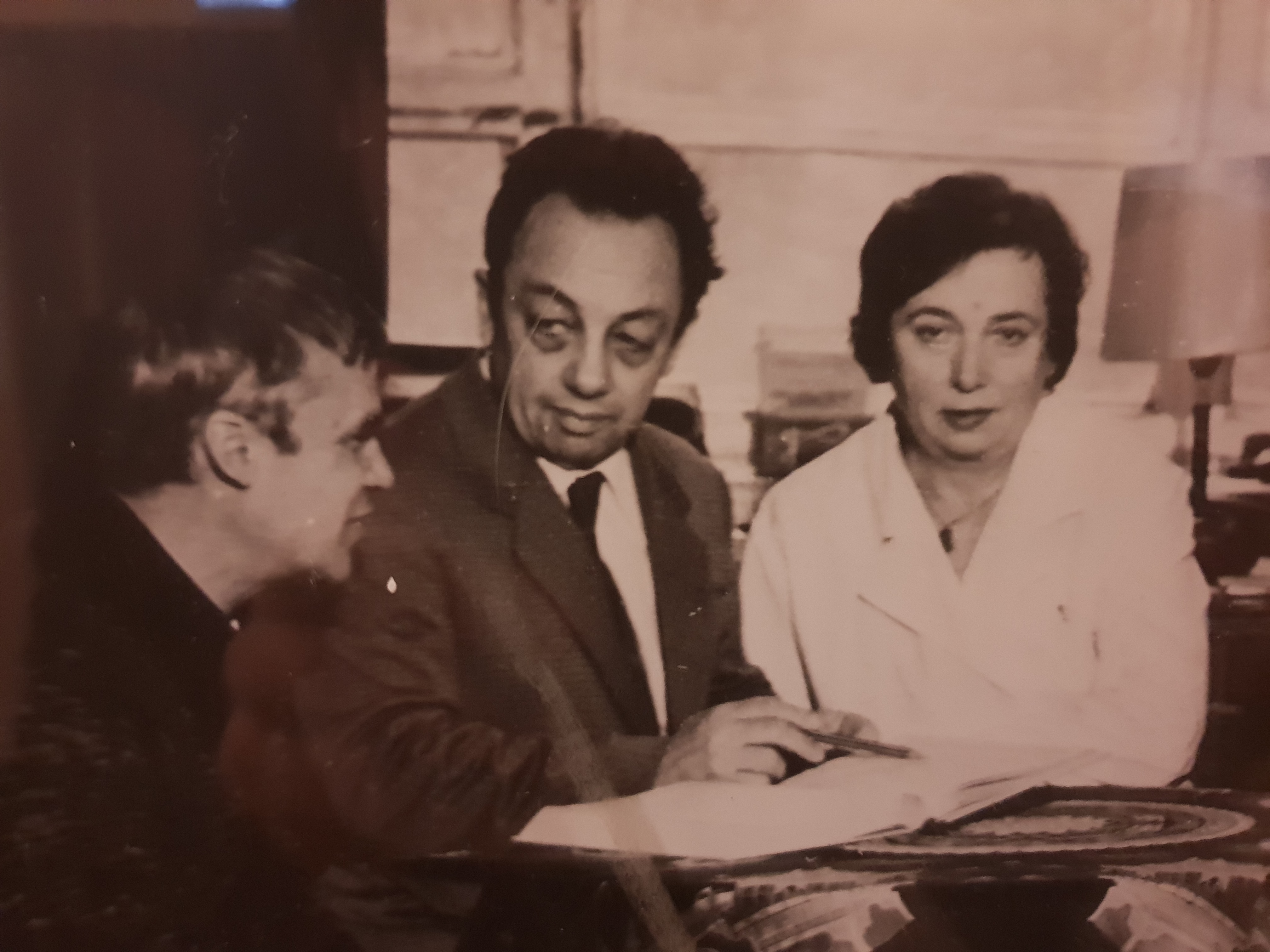
Г. Л. Гальченко (в центре) проводит лабораторный семинар. 1974 г.

Гальченко Георгий Лукич (9 января 1919, Ромны, Полтавская губерния — 22 августа 1989, Москва) — советский физикохимик, участник Великой Отечественной войны, доктор химических наук (1972), профессор кафедры физической химии (1975), заведующий лабораторией термохимии им. В. Ф. Лугинина (1961—1988) химического факультета МГУ им. М. В. Ломоносова.

## Биография
Георгий Лукич Гальченко родился 9 января 1919 года в г. Ромны в семье железнодорожника, начальника станции. После окончания средней школы (1936) поступил на химический факультет МГУ. В 1941 г. он закончил его, успешно защитив дипломную работу на тему «Определение теплоты вулканизации каучука в эбонит в дифференциальном калориметре», выполненную им в лаборатории термохимии под руководством М. М. Попова. Сразу после окончания химического факультета Г. Л. Гальченко ушёл добровольцем на фронт, прошёл всю войну, был трижды ранен, имел боевые награды. После демобилизации Г. Л. Гальченко возобновил свою научную работу в лаборатории термохимии под руководством профессора М. М. Попова.

## Исследования в области термохимии
Большая часть работ Г. Л. Гальченко связана с термохимическими исследованиями.
После войны в лаборатории термохимии им. В. Ф. Лугинина начались работы по измерению теплоёмкостей при высоких температурах. В конце 40-х годов Г. Л. Гальченко и М. М. Попов построили первый в Советском Союзе калориметр, в котором был реализован метод непрерывного ввода теплоты. В 1951 г. Г. Л. Гальченко защитил кандидатскую диссертацию по теме: «Определение истинных теплоёмкостей порошкообразных тел при высоких температурах».
В 1960-х гг. Г. Л. Гальченко был вовлечён в термохимические исследования борорганических соединений, так как они являлись перспективным ракетным топливом. Им были определены энтальпии сгорания боралкилов, кислород- и азотсодержащих соединений; определены энтальпия образования декаборана методом термического разложения и энтальпия образования карбида и фосфида бора. Всего за время своей деятельности Г. Л. Гальченко определил теплоты образования ~ 130 борорганических соединений. Параллельно с этим в 1965 году учёным были определены энтальпии образования соединений HfCl4 и ZrCl4.
В 1972 году Г. Л. Гальченко защитил докторскую диссертацию по теме: «Теплоты образования соединений бора». В работе была точно определена энтальпия образования оксида бора B2O3. Эта величина является ключевой в термохимии соединений бора. Сама работа включала в себя: а) прямое определение энтальпии реакции окисления бора кислородом; б) определение энтальпии реакции образования и сгорания нитрида бора; в) определение энтальпии образования BCl3 и дальнейший расчёт энтальпии образования B2O3. Для выполнения этой работы был разработан калориметр оригинальной конструкции, в котором компоненты нагревались электрическим током до 400-550 ℃ при окислении и хлорировании и до 1000-1300 ℃ при азотировании бора. Важнейшей задачей было точное измерение электрической энергии, для чего была разработана установка со специальными интеграторами.
В середине 1970-х гг. был изготовлен прибор для ввода точного количества электрической энергии в калориметр, что позволило повысить точность измерений. В дальнейшем этот способ был использован при определении энтальпий образования SnO, SnО2, NbCl5, FeСl3, NiCl2, VC12, CoCl2, V2О5 и др.
В 1974 г. Г. Л. Гальченко и М. В. Рехарский начали термохимические исследования ферментативных реакций. Были изучены окислительно-восстановительные и гидролитические реакции под воздействием ферментов. Была определена важная величина в термохимии ферментативных окислительно-восстановительных реакций ― энтальпия реакции восстановления НАДФ.
Г. Л. Гальченко внёс большой вклад в подготовку и выпуск десятитомного фундаментального справочника по химической термодинамике и термохимии «Термические константы веществ».
Учёный опубликовал около 200 статей в научных журналах.
Г. Л. Гальченко вёл большую педагогическую работу: читал спецкурс «Термохимия», руководил работами аспирантов, соискателей, стажеров, дипломников. Им подготовлено 20 кандидатов наук, некоторые из его учеников стали докторами наук.

## Почести и награды
Член бюро Научного совета АН СССР по химической термодинамике и термохимии (1960—1989).
Член редколлегии фундаментального справочника «Термические константы веществ» (1965—1982).
Член редколлегии межвузовского сборника «Термодинамика органических соединений» (1976—1981).
Обладатель ордена Красной Звезды (1944), медалями «За боевые заслуги» (1943), «За победу над Германией в Великой Отечественной войне 1941—1945 гг.» (1945), «25 лет космической эры» (1982).